# Cucafera de Reus

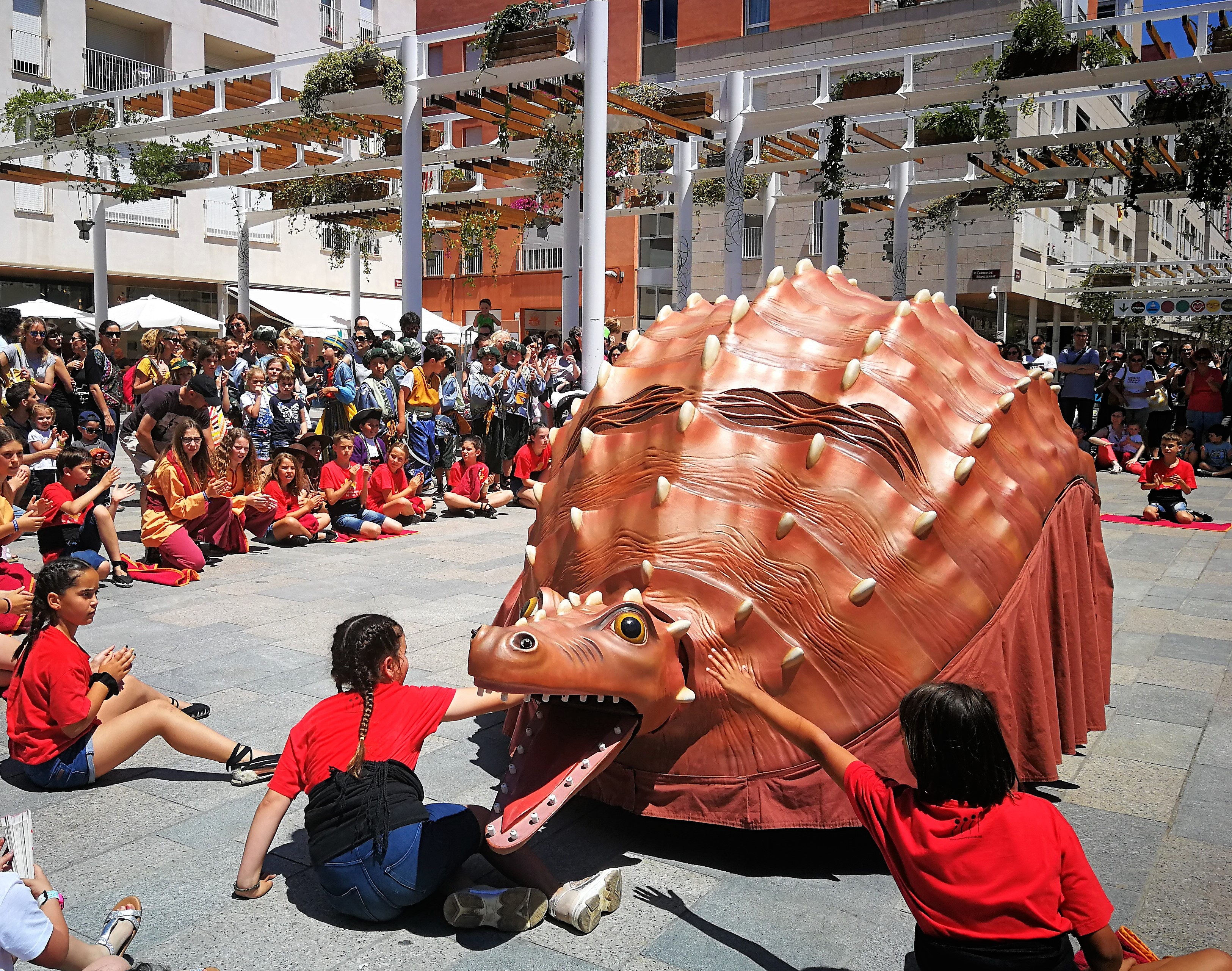
Ballada de la Cucafera de Reus

La cucafera de Reus és una figura del bestiari popular català de la ciutat de Reus, al Baix Camp, on forma part del Seguici Festiu de Reus infantil.
És una figura zoomòrfica que representa un animal amb cos semblant al de tortuga, coll llarg i cap semblant al d'un cocodril. Té un mecanisme que permet l'extensió del coll i el tancament de la boca amb dents metàl·liques. Un altre, li permet llençar aigua pels narius del nas.
La Cucafera forma part del projecte educatiu de l'escola el Ganxets de Reus des del 2014. Fou un projecte promogut per l’AFA de l’escola. Els portadors de la cucafera són alumnes de 5è i 6è curs de primària.
El 14 de juny de 2014 es va presentar la Cucafera a la ciutat de Reus. La bestia fou apadrinada per la Mulasseta i el drac petit de Reus. En l'acte hi van participar els seus padrins juntament amb les cucaferes petites de Tarragona i Tortosa com a convidades. Forma part del Seguici Festiu infantil de Reus des de la Festa Major de Sant Pere del 2014.

## Música
- Ball de lluïment de la Cucafera de Reus, Daniel Carbonell (2014)[6]
- La cançó de la Cucafera de Reus, Íngrid Camplà (2016)[7]
- Marxa de la Cucafera de Reus, Daniel Carbonell (2024)[8]